# Dryochlora ophthalmicata
Dryochlora ophthalmicata är en fjärilsart som beskrevs av Moore 1867. Dryochlora ophthalmicata ingår i släktet Dryochlora och familjen mätare. Inga underarter finns listade i Catalogue of Life.